# Team VeryGames
Team VeryGames war das Werksteam des französischen IT-Dienstleisters VeryGames Company. Das Team war von 2008 bis 2013 in der Disziplin Counter-Strike aktiv.
Als eines der weltbesten Teams in Counter-Strike: Source wurde VeryGames mehrmals Erster bei den ESL Major Series und bei den französischen ESL Pro Series. Größter Erfolg in CS: S war der Triumph beim Electronic Sports World Cup 2011.
Nachdem sich Counter-Strike: Global Offensive nach seinem Erscheinen im E-Sport etabliert hatte, konnte auch VeryGames sich mit dem neuen Spiel anfreunden und feierte in dieser Disziplin weitere Erfolge. So erreichte Team VeryGames Podestplätze beim Electronic Sports World Cup 2012 und 2013 und bei DreamHack-Turnieren. Siege fuhren die Franzosen unter anderem beim EMS One Summer 2013, bei den SLTV StarSeries VII, beim EMS One Fall 2013 und bei der ESL Pro Series France Season XI ein.
Die VeryGames Company löste sein Team zum Jahresende 2013 wegen wirtschaftlicher Probleme auf. Das Team wurde daraufhin bei Titan eSports aufgenommen.

## Wichtige Spieler des Teams
Folgende Spieler fuhren Erfolge mit Team Verygames ein:
- Sebastien „krL“ Perez
- Loïc „RegnaM“ Péron
- Edouard „SmithZz“ Dubourdeaux
- Matthieu „mateOo-“ Dalmaso
- Cédric „RpK“ Guipouy
- Floran „crZ-“ Thoumelin
- Vincent „Happy“ Schopenhauer
- Ludovic „Shokkk“ Martin
- Kévin „Ex6TenZ“ Droolans
- Nathan „NBK“ Schmitt
- Richard „shox“ Papillon
- Dan „apEX“ Madesclaire
- Michael „mK“ Zaidi
- Kenny „kennyS“ Schrub
- Adil „ScreaM“ Benrlitom

## Erfolge

### In Counter-Strike: Source
| Datum     | Platz | Turnier                           | Preisgeld  |
| --------- | ----- | --------------------------------- | ---------- |
| Feb. 2009 | 1.    | ESL Major Series Season III       | 1.500 €    |
| Feb. 2009 | 1.    | ESL Pro Series France Season V    | $4.000     |
| Sep. 2009 | 1.    | ESL Pro Series France Season VI   | $1.000     |
| Dez. 2009 | 1.    | ESL Pro Series France Season VII  | $1.500     |
| Apr. 2010 | 1.    | ESL Pro Series France Season VIII | $4.000     |
| Jul. 2010 | 1.    | ESL Major Series Season VI        | 3.000 €    |
| Aug. 2010 | 1.    | insomnia40                        | £1.870     |
| Okt. 2010 | 1.    | ESL Pro Series France Season IX   | 4.500 €    |
| Okt. 2010 | 1.    | DSRack LAN #3                     | 7.000 €    |
| Jan. 2011 | 2.    | ESL Major Series Season VII       | 600 €      |
| Apr. 2011 | 1.    | Copenhagen Games 2011             | 75.000 DKK |
| Jun. 2011 | 1.    | ESL Pro Series France Season X    | 4.000 €    |
| Jun. 2011 | 1.    | ESL Major Series Season VIII      | 1.500 €    |
| Okt. 2011 | 1.    | Electronic Sports World Cup 2011  | $12.000    |
| Feb. 2012 | 1.    | ESL Major Series Season IX        | 2.000 €    |
| Jul. 2012 | 1.    | ESL Major Series Season X         | 2.300 €    |

### In Counter-Strike: Global Offensive
| Datum     | Platz   | Turnier                            | Preisgeld  |
| --------- | ------- | ---------------------------------- | ---------- |
| Sep. 2012 | 2.      | DreamHack Valencia 2012            | 1.250 €    |
| Nov. 2012 | 2.      | Electronic Sports World Cup 2012   | $6.000     |
| Nov. 2012 | 2.      | DreamHack Winter 2012              | 80.000 SEK |
| Dez. 2012 | 2.      | AMD Sapphire CS:GO Invitational    | $6.000     |
| Mär. 2013 | 4.      | Copenhagen Games 2013              | 2.000 €    |
| Apr. 2013 | 1.      | Mad Catz Birmingham                | £6.000     |
| Apr. 2013 | 3. – 4. | RaidCall EMS One Spring Season     | $4.000     |
| Apr. 2013 | 3.      | ESEA CS:GO Season 13 Global Finals | $4.000     |
| Jun. 2013 | 1.      | RaidCall EMS One Summer 2013       | $12.000    |
| Okt. 2013 | 1.      | SLTV StarSeries VII                | $7.500     |
| Okt. 2013 | 1.      | RaidCall EMS One Fall 2013         | $12.000    |
| Nov. 2013 | 2.      | Electronic Sports World Cup 2013   | $7.500     |
| Nov. 2013 | 1.      | MSI Beat it! 2013 Grand Finals     | $10.000    |
| Nov. 2013 | 3. – 4. | DreamHack Winter 2013              | $22.000    |
| Dez. 2013 | 1.      | ESL Pro Series France Season XI    | 3.000 €    |